# Hindi de Fiji
L'Hindi de Fiji, també conegut com l’indostaní de Fiji, és una llengua que es parla a Fiji per la majoria dels ciutadans d'ascendència índia. Deriva principalment de la llengua i dels dialectes bhojpuri i Awadhi i també conté les paraules d'altres idiomes de l'Índia. També ha prestat un gran nombre de paraules de fijià i anglès. La relació entre l’hindi de Fiji i l'hindi és similar a la relació entre l'afrikaans i el neerlandès. Un gran nombre de paraules, úniques de l’hindi de Fiji, s'han creat per s'adaptar al nou ambient de Fiji. Ara vivim la primera generació dels indis de Fiji, que utilitza l'idioma com a llengua franca a Fiji, que es refereix a la llengua com Fiji Baat (Discussió Fiji).